# Abablemma brimleyana
Abablemma brimleyana (tên tiếng Anh: Brimley’s Algibelle) là một loài bướm đêm thuộc họ Erebidae. Chúng được tìm thấy ở từ New Jersey, phía nam đến Florida và Texas.
Sải cánh dài khoảng 15 mm. Ấu trùng ăn các loài Protococcus, hoặc cũng có thể ăn địa y.